# 미겔 아벨란

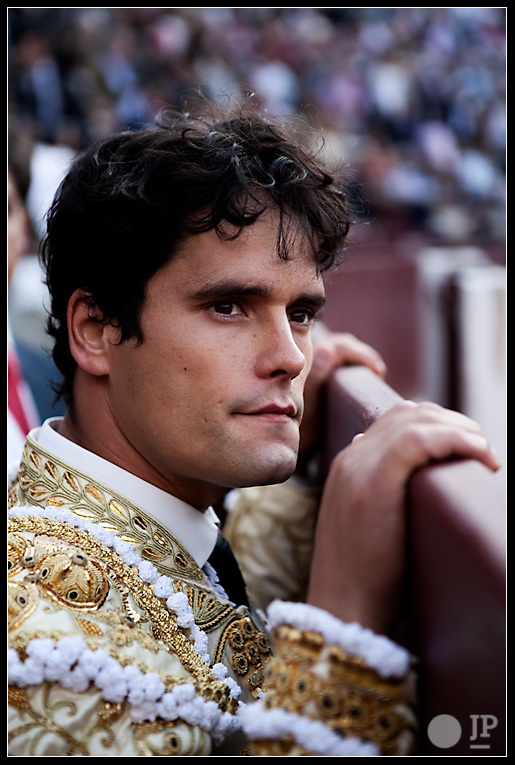
미겔 아벨란

미겔 아벨란(Miguel Abellán, 1978년 9월 24일 ~ )은 스페인의 투우사이다.

## 약력
마드리드의 투우 학교에서 투우를 배운 아벨란은 1997년 2월 2일 비나로스에서 데뷔를 하였다.